# Musée Paula Modersohn-Becker
Le musée Paula Modersohn-Becker (Paula Modersohn-Becker Museum en allemand) est un musée situé à Brême sur la célèbre rue Böttcherstraße, en Allemagne. Il propose une sélection de quelques-uns des meilleurs tableaux de la peintre expressionniste Paula Modersohn-Becker, dont son Autoportrait au sixième anniversaire de mariage.

## Historique
Le musée et son bâtiment de style expressionniste doivent leur existence à une initiative du mécène local Ludwig Roselius, qui chargea Bernhard Hoetger d'en tracer les plans et y installa sa collection personnelle de toiles. Le musée ouvrit ses portes le 2 juin 1927 sous le nom de « Maison Paula Becker-Modersohn » (Paula-Becker-Modersohn-Haus). Roselius avait en effet manifesté le désir de faire figurer le nom de jeune fille de Paula en premier. La collection de Ludwig Roselius put ensuite s'étendre régulièrement par le biais de nouvelles acquisitions et, à partir de 1978, grâce au soutien financier de la Fondation Paula Modersohn-Becker.
Le musée contient par ailleurs un ensemble de sculptures, de tableaux et de dessins de Bernhard Hoetger, et un espace est réservé aux expositions temporaires.